# Charles Van Eman
Charles Van Eman, właściwie Charles Wallace Van Eman Jr. (ur. 26 maja 1957 roku w Pittsburgh, w stanie Pensylwania) – amerykański aktor, reżyser, scenarzysta i producent filmowy i telewizyjny.

## Kariera
Po ukończeniu Michigan State University, przeniósł się do Los Angeles, aby kontynuować swoją karierę aktorską. Debiutował w makabrycznej komedii Koszmarne opowieści (Creepshow, 1982) w segmencie „Klatka” według Stephena Kinga z udziałem Hala Holbrooka, Adrienne Barbeau i Davida Garrisona. Potem wystąpił w sitcomie ABC Trzeba dwojga (It Takes Two, 1983), teledramacie CBS Uwodzenie Giny (The Seduction of Gina, 1984) obok Valerie Bertinelli, Michaela Brandona i Eda Lautera oraz komedii romantycznej Szkoła seksu (Joy of Sex, 1984) z Ernie Hudsonem, Lisą Langlois i Christopherem Lloydem.
W operze mydlanej ABC spin-off Dynastia Colbych (The Colbys, 1985-86) wcielił się w postać Seana McAllistera, chłopaka Bliss Colby, siostrzeńca zaprzysięgłego wroga jej ojca Jasona (Charlton Heston) - Zachary’ego Powersa (Ricardo Montalbán).
Jest autorem dwóch powieści: Na drodze do Pomony (On The Way To Pomona, 20 grudnia 2012) i Waga straty (The Weight Of Loss, 9 października 2013).
Pracował również dla Random House Publishing nad adaptacją opowiadania autora bestsellerów Louisa L’Amoura do dramatów audio „Son of a Wanted Man”.

## Filmografia

### Filmy fabularne
- 1982: Koszmarne opowieści (Creepshow) jako Barman
- 1984: Uwodzenie Giny (The Seduction of Gina) jako Andrew
- 1984: Szkoła seksu (Joy of Sex) jako Max Holt
- 1985: Oczekiwania do sztuki (Waiting to Act) jako Tom Atkins
- 1991: Brutalna gra (Legal Tender) jako gracz w karty
- 2002: Ślub rozwiązany (The Marriage Undone) jako Brent
- 2004: Żaden świadek (No Witness) jako Mark Starnes
- 2005: Ikona (Icon) jako Amerykański senator Dobbs
- 2006: Ostatni zachód słońca (Last Sunset) jako oficer Conner
- 2007: Kółka i krzyżyki (X's & O's) jako dżentelmen w restauracji
- 2009: Niedościgli Jonesowie (The Joneses) jako gracz w golfa
- 2009: Akceptacja (Acceptance) jako George
- 2010: Niepowstrzymany (Unstoppable) jako CEO golfista #3
- 2011: 96 minut (96 Minutes) jako profesor Carley'i
- 2013: Zagadka (Riddle) jako Dave Teller

### Seriale TV
- 1983: Trzeba dwojga (It Takes Two) jako Kenny
- 1985: Bracia (Brothers) jako Tyler Van Johnson
- 1985: Podwójne wyzwanie (Double Dare) jako Eric
- 1985: Bracia (Brothers) jako Brett
- 1985-86: Dynastia Colbych (The Colbys) jako Sean McAllister
- 1987: Dni naszego życia (Days of Our Lives) jako Trent Becker
- 1990: Ann Jillian jako policjant
- 1994: Słoneczny patrol (Baywatch) jako David Lindemann
- 1997: The Gregory Hines Show jako Sąsiad
- 2000: Zupa z kurczaka dla duszy (Chicken Soup for the Soul)
- 2005: Zaklinacz dusz (Ghost Whisperer) jako kochanek Lacy
- 2005: CSI: Kryminalne zagadki Miami (CSI: Miami) jako prezes Klubu
- 2007: Skazany na śmierć (Prison Break) jako Konsul amerykański
- 2009: Pogoda na miłość (One Tree Hill) jako Sobowtór Dana
- 2010: Jej Szerokość Afrodyta (Drop Dead Diva) jako Prokuraor okręgowy Eric Brassard
- 2014: Reckless jako Phillip Boyd 2014
- 2014: Pojedynek na życie (Chasing Life) jako Ben